# جوناثان غولدستاين
جوناثان غولدستاين (بالإنجليزية: Jonathan Goldstein)‏ هو ملحن بريطاني، ولد في 1969.

## وصلات خارجية
- الموقع الرسمي
- جوناثان غولدستاين على موقع IMDb (الإنجليزية)
- جوناثان غولدستاين على موقع ميوزك برينز (الإنجليزية)
- جوناثان غولدستاين على موقع ديسكوغز (الإنجليزية)